# بخش‌های دپارتمان گویان
بخش‌های دپارتمان گویان (انگلیسی: Arrondissements of the Guyane department) شامل ۲ بخش به شرح زیر است:
1. بخش کی‌ان با ۱۴ کمون (فرانسه) و جمعیت ۱۶۰ هزار نفر در سال ۲۰۱۳ می‌باشد.
2. بخش سن-لوران-دو-مرونی با ۸ کمون (فرانسه) و جمعیت ۸۳ هزار نفر در سال ۲۰۱۳ می‌باشد.